# Moringa arborea
Moringa arborea is een plantensoort uit de familie Moringaceae. De soort komt voor in het noordoosten van Kenia, in een gebied ten zuidoosten van de nederzetting Malka Mari. De soort staat op de Rode Lijst van de IUCN geklasseerd als 'onzeker'.